# Mamadi Berthe
Mamadi Berthe (* 17. Januar 1983 in Nogent-sur-Marne, Frankreich) ist ein ehemaliger französisch-malischer Fußballspieler. Der Stürmer nahm mit der malischen Fußballnationalmannschaft an den Olympischen Sommerspielen 2004 in Athen teil.

## Karriere
Berthe war Mitglied der malischen U20-Nationalmannschaft bei den U-20-Fußball-Weltmeisterschaft 2003. Die Mannschaft errang den dritten Platz.
Berthe war 2004 ach Mitglied der malischen Fußballnationalmannschaft bei den Olympischen Sommerspielen. Das Team kam ins Viertelfinale, verlor aber gegen Italien und kam so auf Rang 5.